# 李兴华
李兴华（1955年—），生于山东济南中国现代著名的黑陶制作者，美术教育家。

## 简介
李兴华在1980年代毕业于中央工艺美术学院（现清华大学美术学院）陶瓷美术系，后执教于山东工艺美术学院。现为山东工艺美术学院工业设计系基础部主任，副教授。李兴华80年代开始着力于龙山文化黑陶艺术的研究，进行黑陶的实验制作与设计。

## 主要黑陶作品
- 《老子》
- 《孔子》
- 《犀牛尊》
- 《象尊》
- 《牛》
- 《虎》
- 《羊头》
- 《观音菩萨》
- 《鸮尊》
- 《高足鼎》
- 《大陶鬶》
- 《小陶鬶》
- 《饕餮纹鼎》
- 《龙纹五耳鼎》
- 《西厢记（三件组）》
- 《骏马》
- 《马头》
- 《释迦牟尼头像》
- 《弥勒佛像》